# Chwałkowo (powiat średzki)
Chwałkowo – wieś w Polsce, położona w województwie wielkopolskim, w powiecie średzkim, w gminie Środa Wielkopolska.
W latach 1975–1998 miejscowość należała administracyjnie do województwa poznańskiego.
We wsi znajduje się obszerny dwór, który nie był siedzibą właściciela, lecz domem pracowników majątku należącego do pruskiego Skarbu Państwa.
W 1881 roku Chwałkowo należało do pruskiego Skarbu Państwa. W okresie międzywojennym własność Skarbu Państwa Polskiego.
W 1926 roku Chwałkowo było własnością Skarbu Państwa. Majątek liczył 598 hektarów.

## Integralne części wsi
| SIMC    | Nazwa          | Rodzaj     |
| ------- | -------------- | ---------- |
| 0596820 | Chwałkowo-Huby | część wsi  |
| 0596837 | Czartki        | przysiółek |

## Zabytki
- park z końca XIX w.[6]